# Universidad Católica del Cibao
La Universidad Católica del Cibao (UCATECI) es una institución de educación superior privada en la República Dominicana con su sede en la ciudad de La Vega.

## Historia
La idea de crear una universidad en la ciudad de La Vega se estuvo discutiendo desde 1969 con el liderazgo del obispo de la diócesis de entonces, Monseñor Juan Antonio Flores Santana. Fue en 1983 que Decreto 820 del Poder Ejecutivo autoriza la apertura del Instituto Tecnológico del Cibao (INTECI)  con 643 estudiantes, mayormente en las carreras de Medicina, Derecho, Educación, Agronomía, Contabilidad y Administración de Empresas. En 1986, el Instituto alcanza el título de Universidad Tecnológica del Cibao (UTECI) con Decreto 764 del Poder Ejecutivo,  y en 2002 cuando fue declarada católica, gracias a las gestiones del obispo de la diócesis,  Monseñor Antonio Camilo González, y así fue llamada Universidad Católica Tecnológica del Cibao (UCATECI).
Desde 2015, la Universidad asumió un proceso de Transformación Institucional bajo el liderazgo de su Gran Canciller y Rector el obispo Monseñor Héctor Rafael Rodríguez y su Vicerrector Ejecutivo Pbro. Dr. Sergio de la Cruz de los Santos. La transformación, que incluyó la actualización del nombre a Universidad Católica del Cibao, se hace desde un enfoque de comunicación integral que busca la Excelencia Académica, la Calidad de los Servicios, la Transparencia en la Gestión y su Responsabilidad Social.
UCATECI ha estado dirigida por diferentes rectores, entre ellos: Pbro. Dr. Mons. Juan Antonio Flores Santana, Pbro. Dr. Mons. Ramón Benito Ángeles Fernández, Pbro. Dr. Mons. Fausto Ramón Mejía Vallejo, Pbro. Dr. Julio Martín Castillo, Mons. Héctor Rafael Rodríguez Rodríguez, y, actualmente, Pbro. Dr. Sergio de la Cruz de los Santos.

## Oferta académica
La oferta académica de grado está contenida en cuatro facultades y un programa especial:

### Facultad de Ciencias Humanas y Sociales
- Arquitectura
- Derecho
- Educación
- Psicología

### Facultad de Ciencias de la Salud
- Bioanálisis
- Enfermería
- Medicina
- Odontología

### Facultad de Negocios
- Administración de Empresas
- Contabilidad
- Mercadotecnia

### Facultad de las Ingenierías
- Ingeniería Agronómica
- Ingeniería Civil
- Ingeniería Industrial
- Ingeniería en Sistemas de Computación

A nivel de posgrado, UCATECI cuenta con los siguientes programas:

### Especialidades
- Educación, Lectoescritura y Matemática
- Educación, mención Biología y Química
- Educación, mención Matemática y Física
- Educación, mención Historia y Geografía
- Lengua Española y Literatura, orientación a la Enseñanza
- Matemática, orientación a la Enseñanza
- Biología, orientación a la Enseñanza
- Química, orientación a la Enseñanza
- Física, orientación a la Enseñanza
- Informática, orientación a la Enseñanza
- Habilitación Docente en Lenguas Extranjeras (Inglés)

### Programas de Maestrías
- Maestría en Alta Gerencia
- Maestría en Gerencia Financiera
- Maestría en Gestión del Talento Humano
- Maestría en Administración de la Construcción
- Maestría en Gobernanza y Gestión Universitaria
- Maestría en Salud Pública con énfasis en Epidemiología

### Doctorados
- Doctorado en Educación conjuntamente con la Universidad de Murcia, España
- Doctorado en Ciencias de la Educación consorciado con otras universidades dominicanas

## Egresados destacados
- Miralba Ruiz
- Cirilo J. Guzmán